# Jean-Luc Einaudi
Jean-Luc Einaudi (* 14. September 1951 in Paris; † 22. März 2014 ebenda) war ein Aktivist der maoistischen Partei PCMLF (Parti communiste marxiste-léniniste de France, Marxistisch-Leninistische Kommunistische Partei Frankreichs). 
Der PCMLF und elf andere linksextreme Bewegungen wurden per Dekret des Staatspräsidenten de Gaulle vom 21. Juni 1968 verboten. 
Von 1968 bis 1982 war Einaudi Herausgeber der Parteizeitung. Diese hieß L'Humanité rouge. Von 1986 bis 2013 veröffentlichte er ein Dutzend Bücher, unter anderem 1991 ein Buch über das Massaker von Paris: La Bataille de Paris – 17 octobre 1961.
Jean-Luc Einaudi starb im Alter von 62 Jahren an Krebs und wurde auf dem Friedhof Père-Lachaise bestattet.

## Veröffentlichungen
- 1986: Pour l’exemple, l’affaire Fernand Iveton, L’Harmattan, ISBN 2-85802721-8
- 1991: La Ferme Améziane : Enquête sur un centre de torture pendant la guerre d’Algérie, L’Harmattan, ISBN 2-73840944-X
- 1991: La Bataille de Paris – 17 octobre 1961 (Taschenbuch 2001), Le Seuil, ISBN 2-02051061-8
- 1994: Un Rêve algérien – Histoire de Lisette Vincent, une femme d’Algérie, Dagorno, Reprint  2001, ISBN 2-13052154-1
- 1995: Les Mineurs délinquants, Fayard
- 1999: Un Algérien, Maurice Laban, Le Cherche midi
- 2001: Viet Nâm ! La guerre d'Indochine, 1945-1954, Le Cherche midi
- 2001: Les Silences de la police, avec Maurice Rajsfus, sur la rafle du Vel d’Hiv et le massacre du 17 octobre 1961, L’Esprit frappeur, ISBN 2-84405-173-1
- 2004: Franc-tireur, Georges Mattéi de la guerre d’Algérie à la guérilla, Éditions du Sextant, collection « Danger public », ISBN 978-2849780060
- 2006: Traces, des adolescents en maison de redressement sous l’Occupation, Éditions du Sextant, ISBN 978-2-84978011-4
- 2007: Un témoin - Georges Arnold, prêtre du Prado. Desclée De Brouwer, ISBN 978-2-22005815-3
- 2009: Scènes de la guerre d’Algérie en France : Automne 1961, Le Cherche midi, coll. « Documents », ISBN 978-2-7491-1521-4
- 2013: Le dossier Younsi: 1962, procès secret et aveux d’un chef FLN en France, Tirésias, ISBN 978-2-91529381-4